# Vitstrupig tandvaktel
Vitstrupig tandvaktel (Odontophorus leucolaemus) är en fågel i familjen tofsvaktlar inom ordningen hönsfåglar.

## Utseende och läte
Vitstrupig tandvaktel är en knubbig hönsliknande fågel med kraftig näbb, mörkbrun fjäderdräkt som är mörkare på bröstet och ansiktet, med varierande vita teckningar på strupen som gett arten dess namn. Det svarta på bröstet skiljer den från liknande arten. Lätet är ett fylligt kacklande, ofta avgivet av flera fåglar samtidigt.

## Utbredning och systematik
Fågeln förekommer i tropiska och subtropiska skogar i Costa Rica och västra Panama. Den behandlas som monotypisk, det vill säga att den inte delas in i några underarter.

## Levnadssätt
Vitstrupig tandvaktel hittas i skogar. Där ses den i småflockar på marken, sökande genom torra löv efter föda. Den hörs dock oftare än ses.

## Status
Trots det begränsade utbredningsområdet och att den tros minska i antal anses beståndet vara livskraftigt av internationella naturvårdsunionen IUCN.  Beståndet uppskattas till i storleksordningen 50 000 till en halv miljon vuxna individer.